# Wenn es Nacht wird auf der Reeperbahn
Wenn es Nacht wird auf der Reeperbahn ist ein deutscher Action- und Kriminalfilm aus dem Jahre 1967 von Rolf Olsen mit Erik Schumann, Fritz Wepper und Konrad Georg in den Hauptrollen.

## Handlung
Eine junge Frau in zerrissenen Kleidern torkelt durch die nächtlichen Straßen Hamburgs, so, als sei sie betrunken. Doch Eva Falsacher war vor einem Mann geflohen, der sie erdrosseln wollte. Als sie halbnackt auf die Straße läuft und den in voller Fahrt befindlichen Mercedes-Benz des Geschäftsmanns Hans Henningsen anhalten will, kann dieser nicht rechtzeitig bremsen und fährt sie an. Henningsen begeht daraufhin Fahrerflucht. Der angesehene Wohlstandsbürger kommt gerade von einem horizontalen Stelldichein mit der Profihure Wanda, die ihm seine Geldbörse gestohlen hat. Ihr Zuhälter Uwe Wagenknecht nimmt diese sofort an sich und will das entwendete Portemonnaie dazu benutzen, den ach so ehrbaren Geschäftsmann ein wenig zu erpressen. So beginnt diese Geschichte um Amoral und Sittenverfall in der Hamburger Oberschicht, um verluderte Jugend und Drogenmissbrauch im angeblich sündigen Amüsierviertel St. Pauli.
Der investigativ arbeitende Journalist Danny Sonntag ist einer heißen Geschichte auf der Spur. Trotz eindeutiger Anweisung seines Chefredakteurs möchte er eine Reportage über durch Drogenmissbrauch entstandene Verbrechen in der Hansestadt machen. Der für die LSD-Herstellung vor Ort verantwortliche Kopf ist der noch sehr junge Till Voss. Aus der puren Langeweile eines finanziell verwöhnten und moralisch verwahrlosten Oberschichtbengels heraus und weil sich mehrere Gymnasiastinnen gern von Bad Boys wie Till verführen lassen, hat sich der Sohn eines ebenso reichen wie einflussreichen Industriellen mit einer von einem Typen namens Feuer-Hotte angeführten, jugendlichen Drogenbande eingelassen. Auch dort haben durchgehend junge Oberschichtnichtsnutze das Sagen. Für diese Leute stellt Till mit seinem Chemiebaukasten die Rauschmittel her. Das LSD wird dazu benutzt, um junge Mädchen, die wiederum von Tills skrupelloser Freundin Pinky Schön gekobert werden, willenlos zu machen und diese im Drogenrausch an zahlungskräftige Freier zu verhökern. Als Sonntag den Zusammenhängen immer näher kommt, wird er von einigen maskierten Schlägertypen der Rauschgiftbande unordentlich in die Mangel genommen. Durch Zufall wird er von Wanda und ihrem Luden Wagenknecht gefunden und gerettet. Mit stark lädiertem Gesicht geht Danny weiterhin dem Fall nach.
Nach dem gewaltsamen Tod des Mädchens Brigitte beginnt allmählich auch die Polizei aktiv zu werden und nimmt unter der Leitung von Kommissar Zinner, einem alten, unbestechlichen „Kriminalen“ aus echtem Schrot und Korn, die Ermittlungen auf. Aus Angst vor den beiden Banden schweigen die Drogen-Mädchen, denn Feuer-Hotte macht keinen Hehl daraus, dass er jede, die zu reden beginnt, aus dem Weg zu räumen gedenkt. Wenn ein Mädchen mal nicht spurt, zieht ihr Feuer-Hotte gern mit seinem Rasiermesser quer durch das Gesicht. Bald stellt sich heraus, dass nicht nur der heruntergekommene Arzt Dr. Buding ebenfalls seine Finger im Spiel hat, sondern auch einer der angesehensten Bürger der Stadt, Tills Vater Wilhelm Voss. Der sorgt dafür, dass seine alternden, ständig nach „Frischfleisch“ gierenden und gut betuchten Geschäftsfreunde dank Tills, Pinkys und Feuer-Hottes Aktivitäten jederzeit mit jungen, willenlosen Mädchen versorgt werden. Durch das LSD dauerhigh, lassen die Schulmädchen den zum Teil perversen Sex mit den alten Männern anstandslos über sich ergehen. In eines der Mädchen, Lottie Norkus, beginnt sich Till unvorhergesehenerweise zu verlieben. Dies missfällt der fallengelassenen Pinky außerordentlich, und sie beginnt, Rabatz zu machen. Wenig später wird Pinky tot aufgefunden. Feuer-Hotte, der herausgefunden hat, dass Pinky sich zu einer letzten, der Versöhnung dienenden Unterredung mit Till im Haus ihrer Großmutter verabredet hatte, nutzt dieses Wissen schamlos aus und erpresst seinen Drogenlieferanten. Denn Till wollte Lotti zuliebe eigentlich seine „Karriere“ als LSD-Belieferer beenden. Feuer-Hotte macht ihm jedoch klar, dass der verwöhnte Oberschichtsbengel auch weiterhin das Rauschgift für ihn herzustellen habe.
Unterdessen häufen sich die Toten, der schwule Saunabesitzer Karlchen „Charlie“ Dinoke wird mit einer Schalldämpferpistole eiskalt ermordet. Till und Lotti erleben derweil ihr „erstes Mal“ auf der väterlichen Voss-Yacht; währenddessen hat die junge Margot Pinkys Rolle als neue Mädchenring-Chefin übernommen. Um auch Lotti in ihre Orgienplanung mit den betuchten, alten Männern einbinden zu können, erzählt Margot ihr, dass Till ihr untreu geworden sei und etwas mit der Künstlerin Anita, einer Langzeitfreundin, habe. Dazu benutzt sie gefakete, freizügige Aufnahmen aus dem umfangreichen Foto-Reservoir der toten Pinky. Mit LSD zugedröhnt, sinnt Lotti daraufhin auf Rache und lässt sich auf die nächste Orgie ein. Einer der alten, gut betuchten Männer rutscht über sie. Es ist ausgerechnet Tills Vater Wilhelm. Als Till zu dem orgiastischen Treiben dazustößt, wird Lotti bald ihr schrecklicher Irrtum klar. Sie stürmt in das nächste Badezimmer und schlitzt sich die Pulsadern auf. Jetzt bricht Till auch mit Feuer-Hotte und würgt ihn im Kampf.
Danny Sonntag kommt der Wahrheit um Prostitution, Drogenmissbrauch und Mädchenhandel immer näher und ist, trotz eindeutigen Verbotes durch seinen Vorgesetzten, wild entschlossen, diesen Hamburger Sumpf auszutrocknen. An seiner Seite weiß er Kriminalkommissar Zinner samt dessen Assistenten Paulsen und auch den handfesten Uwe Wagenknecht, der immer gut für eine ordentliche Rauferei ist. Den entscheidenden Hinweis auf die beiden Gangsterringe besorgt Dannys Informant Mumps, ein alter aber wohl informierter Mann in Hamburg-St. Pauli. Doch Dannys Sieg ist nur ein halber: er unterschätzt die Macht der hanseatischen Großbürger – einflussreiche Geschäftsleute, mächtige Politiker und Meinungsmacher wie sein Chefredakteur, der ebenfalls dem Ring der alten Männer angehört, die sich willige Mädchen zuführen ließen. Und so ist über die Verstrickungen der Hamburger Oberschicht in Danny Sonntags sensationellem Zeitungsartikel über den Drogensumpf und den gesprengten Mädchenhändlerring kein einziges Wort zu lesen.

## Produktionsnotizen
Wenn es Nacht wird auf der Reeperbahn wurde im Sommer 1967 in Hamburg auf St. Pauli (Außenaufnahmen) und in den Studios von Berlin-Tempelhof gedreht. Die Bauten entwarf Günther Kob, die Kostüme Helga Zaar. Gero Erhardt war einer von zwei Regieassistenten. Konrad Georg spielt hier bereits zum zweiten Mal, nach dem ebenfalls von Rolf Olsen inszenierten Unterweltkrimi In Frankfurt sind die Nächte heiß, einen stark an seine populäre TV-Serienfigur Kommissar Freytag angelegten Polizeikommissar in einem Kinofilm. Die LSD-Orgienszenen werden bisweilen durch psychedelische Lichteffekte und Rotfilteraufnahmen sowie durch unscharfe Wackelbilder dokumentiert.
Nach Meinung der FSK-Prüfer diente der sich als sozialkritische Dokumentation über das Treiben rauschgiftsüchtiger Teenager gebende Film nur als Vorwand für einige schlüpfrige Darstellungen. So verfügten sie eine Reihe von Schnitten, darunter bei allen Einstellungen von Frauen „mit unbedecktem Busen“. Der Film passierte die FSK-Prüfung am 6. September 1967. Die Uraufführung erfolgte am 13. Oktober 1967 in Deutschland.
Der Erfolg dieses Films brachte von 1968 bis 1971 eine Fülle von weiteren Reeperbahn- und St. Pauli-Filmen, darunter Der Arzt von St. Pauli, Auf der Reeperbahn nachts um halb eins (1969), Die Engel von St. Pauli, Das Stundenhotel von St. Pauli, Der Pfarrer von St. Pauli, Jürgen Rolands St. Pauli-Report, Fluchtweg St. Pauli – Großalarm für die Davidswache und Käpt’n Rauhbein aus St. Pauli, in die Kinos. In mehreren dieser Streifen spielte Curd Jürgens die Hauptrolle, das Gros dieser Filme inszenierte Rolf Olsen.

## Kritiken
„Ein nach einem Journalisten-Tatsachenbericht inszenierter Sitten-Krimi mit allenfalls in Ansätzen angedeuteter Sozialkritik. Plakativ zeichnet er die Hemmungslosigkeit der Jüngeren und die Gewissenlosigkeit der älteren Generation nach, wobei er in einer selbstzweckhaften Mischung von Sex und Verbrechen erstickt.“

„Ansätze zu einer nur klischeehaften Gesellschaftskritik dienen als Mantel für die ausgiebige, unverhüllte Darstellung von Laster und Verbrechen. Unnötig.“

In Cinema heißt es: „Perverse Honoratioren, irre Killer, Trips, Damen-Schlammcatchen: mies, aber lustig. Fazit: Herrlicher Hamburg-Nostalgie-Trash“.